# Dinner Time
Dinner Time (1928) est un court métrage d'animation produit et dirigé par Paul Terry, codirigé par John Foster. Le film fait partie des Aesop's Film Fables et comporte le personnage Farmer Al Falfa, une création de Terry, qui joue le rôle d'un boucher, se défendant d'un groupe de chiens méchants.
Dinner Time est le premier dessin animé présenté en public comportant du son, intégré sur la pellicule. Il fut présenté en avant-première à New York le 1er septembre 1928 et commercialisé par Pathé le 14 octobre 1928, un mois avant la sortie du Mickey Mouse Steamboat Willie. Toutefois le film n'a quasiment pas eu de succès et le film de Walt Disney reste mondialement reconnu comme le premier dessin animé synchronisé avec du son.
Le film Dinner Time utilise un système sonore développé par DeForest, le Phonofilm. Walt Disney avait signé une exclusivité sur le système Cinephone. 
D'autres dessins animés avaient déjà une bande sonore mais le son n'était pas synchronisé. La série des Sound Car-Tunes (environ 30 films) a été produite entre mai 1924 et septembre 1926 par les Fleischer Studios - studios dirigés par Dave et Max Fleischer.